# Функционален генератор
Функционалният генератор е устройство, което генерира електрически сигнали със синусоидална, правоъгълна, триъгълна и трионообразна форма.

## Видове
В първото поколение функционални генератори управлението на параметрите се осъществява от лицевия панел с помощта на програмни превключватели и чрез потенциометри. Този вид могат да бъдат аналогови функционални генератори (управлението на параметрите е по аналогов начин). Те имат най-опростена структура и сравнително ниска цена.
Второто поколение функционални генератори е с цифрово управление (цифров функционален генератор) или с микропроцесорно управление (микропроцесорен функционален генератор) и гъвкава логика. Параметрите се задават програмно с помощта на управляващи бутони, разположени на лицевия панел. А стойността на тези параметри се извежда върху светодиодна индикация или течнокристална (LCD) индикация, разположена върху лицевия панел до управляващите бутони. При съвременните микропроцесорни функционални генератори за извеждане на тези параметри се използват цветни течнокристални екрани. В обикновените функционални генератори могат да се променят и настройват основните параметри на генерирания сигнал: амплитуда на сигнала, честота на сигнала, коефициент на запълване Kp на импулсите.
В съвременните и в специализираните функционални генератори има възможност за промяна и на други по-специфични параметри, които се изискват при точна настройка на високоточни и свръхточни електронни уреди и системи. Те могат да се включат към персонален компютър или компютърни системи, да се управляват от тях и най-важното да обменят информация с тях.

## Структурна схема
Схемата е съставена от: блок за генериране на периодичния сигнал (задаващ генератор); блок за програмно задаване на честотата; блок за формиране на синусоидална форма (формировател на синусоидално напрежение); краен усилвател и атенюатор за управление на нивото на изходния сигнал. Ключът служи за избор на формата на изходното напрежение.
Изходите, показани в структурната схема са два: основен и тригерен. Тригерният изход служи за пускане в действие на други схеми и устройства.
Функционалният генератор има два входа. По вход М се осъществява честотна модулация на сигнала с помощта на външен източник. ЕВ-електронна врата се използва за управление на генерациите с външни импулси. Генерациите съществуват само тогава, когато на входа е подаден сигнал логическа единица.

### Генериращ блок (Задаващ генератор)
Генераторната схема съдържа: интегратор, компаратор, електронен ключ (K) и формировател на синусоидално напрежение. Uk е изход на задаващия генератор с правоъгълно напрежение и изход на компараторa A2. Uint е изход на задаващия генератор с триъгълно напрежение и изход на интеграторa A1. Usin е изход на задаващия генератор със синусоидално напрежение и изход на формирователя.
A2, R1, R2 образуват компаратора, а R3, C1, A1 интегратора. A1 и A2 са операционен усилвател. Електронният ключ К е превключвател, съдържащ две напрежения с висока точност:+Uref и -Uref. +Uref и –Uref са прецизни напрежения с еднаква стойност и противоположни знаци.
Схемата се състои от интегратор и компаратор, обхванати от обща обратна връзка чрез електронен ключ, а формирователя е независим от тях. Когато в изхода на компаратора напрежението Uk има положителна стойност (+E0), електронният ключ К подава към входа на интегратора прецизно напрежение +Uref. Когато напрежението Uk сменя полярността си, към входа на интегратора се подава напрежение -Uref. Схемата може да работи и при положение, че изходът на компаратора е свързан непосредствено към входа на интегратора.
Uc и R4 служат за управление на коефициент на запълване Kp на генерираните импулси във функционалния генератор. По този начин от триъгълно напрежение може да се получи трионообразно.
Uc и R4 управляват коефициента на запълване на импулсите като променят зарядния ток іа на кондензатора C3. Зависимостта на ia от Uc и R4 се дава с израза:
{\displaystyle ia={\frac {Uc}{R4}}+{\frac {Uref}{R3}}}
Положителната стойност на Uc увеличава зарядния ток ia при +Uref и го намалява при –Uref. В резултат на това се получава промяна на коефициента на запълване на импулсите. Когато на изхода на функционалния генератор се генерира триъгълен сигнал, при промяна на коефициент на запълване Kp започва да се генерира трионообразен сигнал.

### Управление на честотата
Стойността на генерираната честота се намира от следната формула:
{\displaystyle f={\frac {1}{4*R3*C1}}*{\frac {R2}{R1}}*{\frac {Uref}{E0}}}
Където Е0 е стойността на изходното напрежение на компаратора.
Първоначално при първите модели функционални генератори честотата се е управлявала чрез промяната на стойността на R3 и C1 на интегратора.
Смяната на обхватите се получава чрез свързване на първите изводи на няколко кондензатора към превключвател, включен към началото или края на обратната връзка на интегратора, а вторите изводи на кондензаторите се свързват към свободния край на обратната връзка на интегратора.
Плавната промяна на честотата се осъществява като на мястото на резистора в интегратора се слага променлив резистор, който може да променя стойността на зарядния и разрядния ток на кондензатора. Този метод на управление на честотата се е оказал доста неефективен, тъй като максимално генерираната честота, която може да се получи и управлява е от 1 KHz до 10KHz и при това се получават немалки шумове в изходния сигнал на функционалния генератор.
От формулата по-горе следва, че честотата може да се управлява като се изменя Uref.
Ако напрежението Uref се изменя (например с потенциометър), управлението е аналогово.
Поради възможността за изменение на честотата посредством напрежение описаната по-горе схема спада към широко разпространения клас схеми, наречени генератор, управляван от напрежение (ГУН) или VCO – Voltage Controlled Oscilator. Ако напрежението Uref се задава с помощта на цифрово-аналогов преобразувател (ЦАП) – честотата се управлява по цифров път (програмно управление). В този случай изменението е с определена дискретна стъпка. Програмното управление на честотата се осъществява автоматично (чрез цифров код, подаван на цифрово – аналогов преобразувател) или ръчно (чрез задаване на дискретни стойности от програмируеми кодиращи превключватели).

### Управление на амплитудата
Амплитудата на изхода на функционалния генератор се управлява като последователно след генериращия блок се включи блок, съдържащ краен усилвател и атенюатор – както е показано по-горе на блоковата схема. Чрез атенюатора се постига разделяне на различни обхвати на стойността на амплитудата във функционалния генератор, крайният усилвател служи за фината ѝ настройка.

## Приложение
Генерирането на сигнали с различни характеристики и параметри се прилага в изключително много области: електрониката; цифрови комуникации и мрежи; тестова и измервателна апаратура; навигационна и радиолокационна техника; био-медицински приложения и др